# Patlong Community
Patlong Community är en gemenskap i Lesotho.   Den ligger i distriktet Qacha's Nek, i den centrala delen av landet, 120 km sydost om huvudstaden Maseru.